# Acanthurus nigricans
Poisson chirurgien à joues blanches, Chirurgien gris, Chirurgien à marques jaunes, Chirurgien noirâtre, Chirurgien velours
Espèce
Synonymes
- Acanthurus aliala Lesson, 1831[2]
- Acanthurus glaucoparecius Cuvier, 1829[2]
- Acanthurus glaucopareius Cuvier, 1829[2]
- Chaetodon nigricans Linnaeus, 1758[2]
- Hepatus aliala[2]

Statut de conservation UICN

 LC  : Préoccupation mineure
Acanthurus nigricans, communément nommé Poisson chirurgien à joues blanches, est une espèce de poissons marins de la famille des Acanthuridae (les « poissons-chirurgiens »).

## Description
C'est un poisson-chirurgien de taille moyenne (15-20 cm), au corps élevé et très aplati latéralement. Le corps est sombre (de marron à violet), caractérisé par une tache blanche sous l’œil, un liseré jaune vif à la base des nageoires dorsale et anale (ainsi qu'autour des épines caudales), toutes les nageoires se terminant par un liseré bleu. La caudale est blanche. 

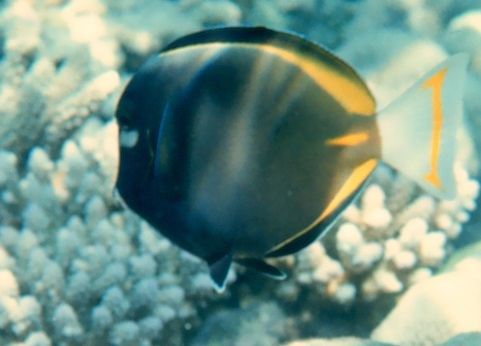
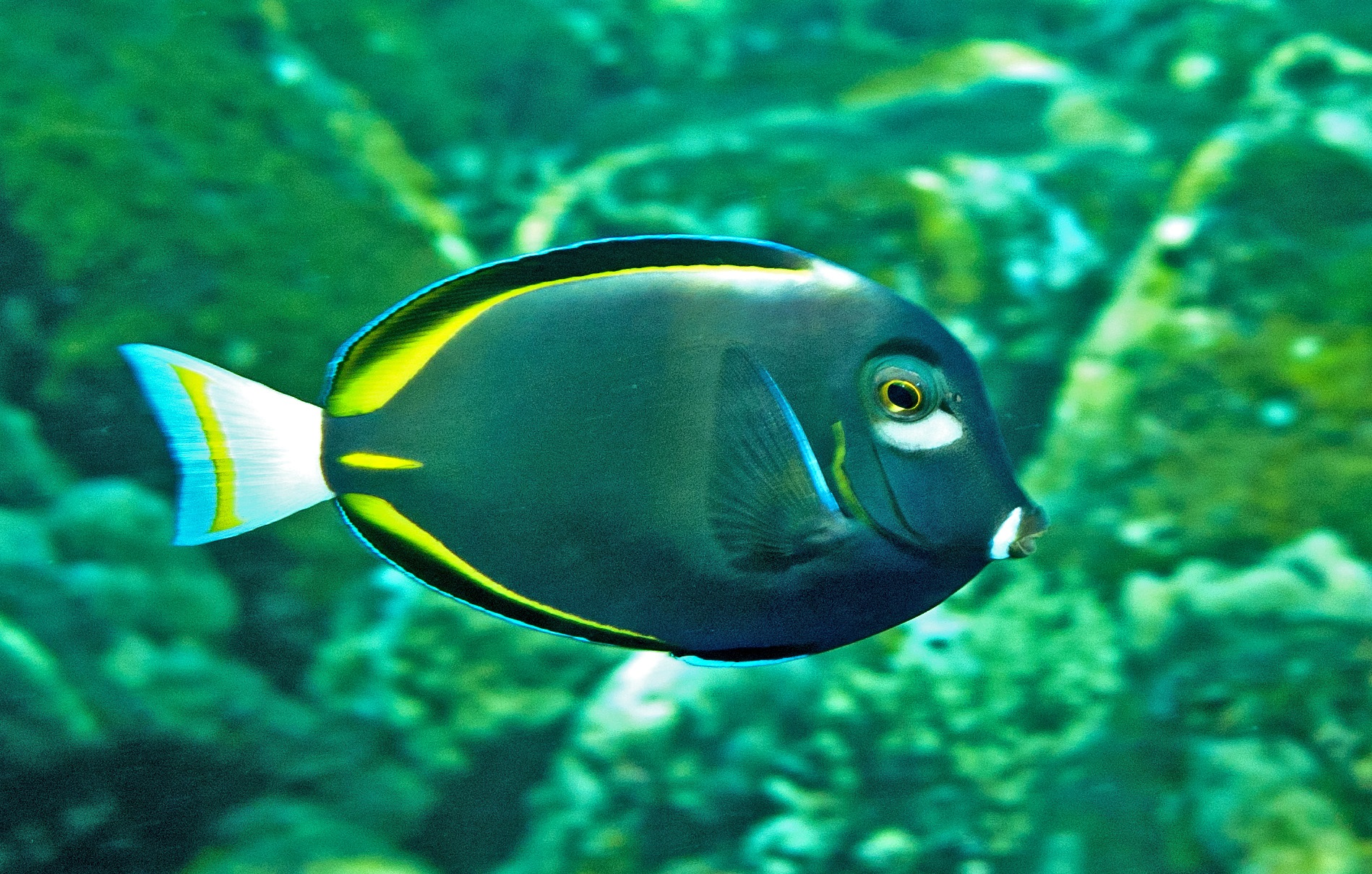
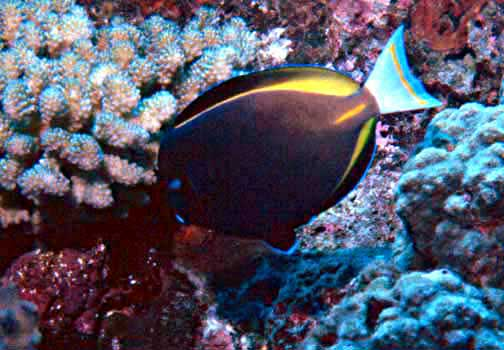

## Habitat et répartition
Il fréquente les eaux tropicales de la zone centrale de l'Indo-Pacifique jusqu'aux côtes orientales de l'océan Pacifique, l'archipel d'Hawaï inclus. On le rencontre entre la surface et 60 m de profondeur, mais il est plus courant dans les premiers mètres, à proximité des récifs de corail.